# Seznam evroposlancev iz Luksemburga (1999–2004)
Seznam evroposlancev iz Luksemburga' v mandatu 1999-2004.

## Seznam
- Colette Flesch (Evropska liberalna, demokratska in reformna stranka)
- Robert Goebbels (Stranka evropskih socialistov)
- Astrid Lulling (Evropska ljudska stranka - Evropski demokrati)
- Jacques Poos (Stranka evropskih socialistov)
- Jacques Santer (Evropska ljudska stranka - Evropski demokrati)
- Claude Turmes (Skupina Zelenih-Evropska svobodna zveza)